# Schmieden (preußisches Adelsgeschlecht)

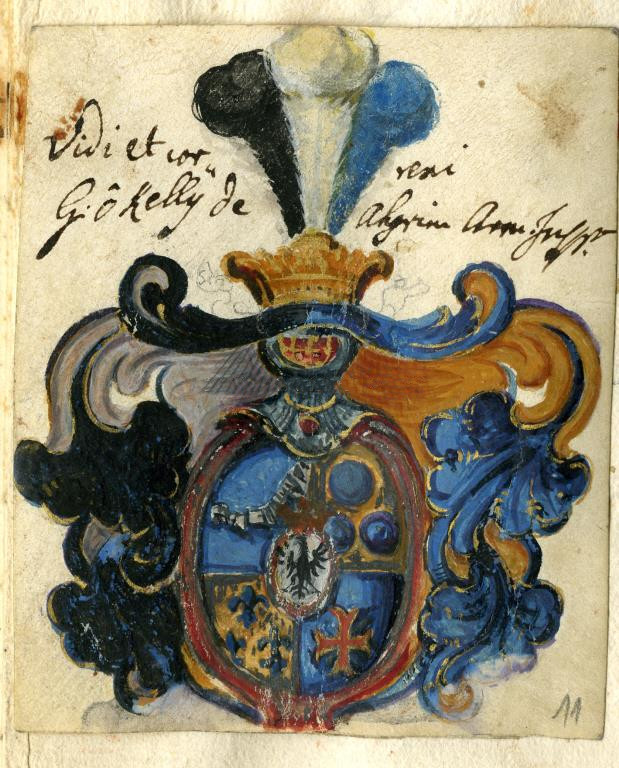
Wappen derer von Schmieden (1707)

Schmieden ist ein aus der Oberlausitz stammendes Adelsgeschlecht.
Die Familie ist zu unterscheiden von dem sächsischen Adelsgeschlecht Schmieden.

## Geschichte
Die Stammreihe des Geschlechts beginnt mit Michel Schmid, der in der ersten Hälfte des 17. Jahrhunderts lebte. Sein Sohn, Magister Friedrich Schmid (1630–1683), Pfarrer zu Taucha bei Leipzig, hatte zwei Kinder: Johann Friedrich Schmid (* 2. August 1666 in Taucha, † 13. April 1731 in Cottbus) und Johanne Regine Schmid († 3. April 1720 in Dresden).
Am 13. Mai 1707 wurden Johann Friedrich Schmid, königlich-preußischer und markgräflich-brandenburgisch-bayreuther Hof-, Justiz- und Geheimer Kriegsrat, und seiner Schwester Johanna Regina Schmid, verheiratete „von Beringer“, in Wien der Reichsadelsstand als „von Schmieden“ verliehen, verbunden mit einer Wappenbestätigung.
Johann Friedrich von Schmieden war mit Magdalena Sophie von Fischern verheiratet und hatte einen Sohn namens Johann Adam Dittmar von Schmieden (* 1703, † 26. November 1767 in Zahna), der am 30. Oktober 1729 Katharina Sophie von Klöden (* 24. Oktober 1700, † 17. Juni 1781 in Torgau) heiratete. Die Eheleute hatten zwei Kinder: Friedrich Heinrich Ludwig von Schmieden (* 13. Dezember 1732 in Torgau, † 5. März 1806 in Torgau) und Christiane Luise Amalie von Schmieden (* 19. August 1745, † 8. Januar 1810). Letztere heiratete am 2. September 1766 Georg Friedrich von Sydow (* 28. Januar 1743, † 23. Februar 1823).
Friedrich Heinrich Ludwig von Schmieden schloss am 3. Dezember 1764 eine Ehe mit Rahel Magdalene Frederika von Burgsdorff (* 15. Juli 1742 in Torgau, † 9. September 1815 in Lübben (Spreewald)) und hatte mit ihr drei Kinder namens Karl Friedrich Ludwig von Schmieden (* 18. Mai 1770, † ca. 1880), Karl Gottlob August von Schmieden (* 22. Mai 1773, † 20. Juli 1837) und Carl Curt Ferdinand von Schmieden (* 27. Mai 1782 in Torgau, † nach 1840).
Carl Curt Ferdinand von Schmieden heiratete am 17. Februar 1808 Henriette Charlotte Ernestine von Sydow (* 20. Dezember 1778). Sie hatten einen Sohn namens Kurt Adolf Friedrich von Schmieden (* 28. April 1822 in Frankfurt (Oder), † 10. April 1867 in Oderberg), der am 22. Juni 1854 in Berlin Auguste Alwine Friederike Kuschke (* 16. November 1832, † 17. Mai 1901 auf Möglin) heiratete. Ihr Kinder hießen:
- Klara von Schmieden (1855–1926), verheiratet mit Kurt von Sperling (1850–1914), preußischer General der Infanterie
- Ottilie von Schmieden (* 22. Juli 1856 in Berlin, † 9. Oktober 1883 in Wiesbaden), verheiratet mit Paul von Collas (1841–1910), preußischer General der Infanterie sowie Militärgouverneur von Mainz
- Martha von Schmieden (1859–1884), verheiratet mit Erich von Sperling (1851–1889), deutscher Korvettenkapitän, Bruder von Kurt von Sperling
- Kurt von Schmieden (1861–1916)
- Auguste (Gussy) von Schmieden (* 19. August 1862 in Berlin), verheiratet I. (1884) mit William Ernst Friedrich von Nordenflycht (1848–1890), Hauptmann a. D., Sohn von Ferdinand von Nordenflycht, II. (1892) mit Friedrich von Lueder.
- Johannes Adolf Friederich Kurt von Schmieden (* 13. November 1866 in Oderberg, † 30. August 1919 in Eberswalde)

Johannes Adolf Friederich Kurt von Schmieden heiratete am 6. Oktober 1897 in Berlin Helene Maria Luise von Barfuss (* 8. Oktober 1870 in Batzlow, † 25. August 1934 in Altenburg). Die Eheleute hatten zwei Töchter und zwei Söhne, u. a. Ruth von Schmieden (* 13. Januar 1902 auf Möglin) und Bernd Curt Adolf von Schmieden († in 1980er), der weitere Nachkommen hatte.

## Wappen
Blasonierung: Geviert und belegt mit gekröntem goldenen Herzschild, darin ein schwarzer Adler. Feld 1 in Blau ein silberner geharnischter Arm, Feld 2 in Gold drei (1:2) blaue Kugeln, Feld 3 in Gold drei (2: 1) blaue Lilien, Feld 4 in Blau ein gold gerandetes rotes Tatzenkreuz. Auf dem gekrönten Helm mit rechts schwarz-silbernen, links blau-goldenen Decken drei (schwarz, silber, blau) Straußenfedern.